# لوری گرنیه
لوری گرنیه (به انگلیسی: Lori Grenier) زاده ۹ دسامبر ۱۹۶۹ یک سرمایه‌دار، سرمایه‌گذار و شخصیت تلویزیونی آمریکایی است.
شهرت او بیشتر برای شرکت در برنامه شارک تنک می‌باشد. او به نام «ملکه کی وی سی» شهرت دارد. لوری از سال ۱۹۹۸ در کانال کی وی سی برنامه‌ای به نام «زیرک و ابتکارات منحصر به فرد» دارد.

## زندگی
لوری دومین دختر خانواده بود. پدرش مشاور املاک و مادرش نیز روان‌شناس بود. وقتی ۹ ساله بود پدرو مادرش از یکدیگر جدا شدند. او ابتدا در رشته ارتباطات فارغ‌التحصیل شد؛ و بیشتر در زمینه روزنامه‌نگاری و تلویزیون در دانشگاه لویولا شیکاگو فعالیت می‌کرد و همزمان با تحصیلات دانشگاهی برای شیکاگو تریبون کار می‌کرد.
لوری از سال ۲۰۱۲ در برنامه شارک تنک فعالیت داردو به شارک خونگرم شهرت یافت.